# Bộ Thốn (寸)
Bộ Thốn (寸) nghĩa là "tấc" (đơn vị đo chiều dài) là một trong 31 bộ thủ được cấu tạo từ 3 nét trong số 214 Bộ thủ Khang Hi. Trong Khang Hi tự điển, có 40 ký tự (trong tổng số 49.030) được tìm thấy dưới bộ thủ này.

## Chữ thuộc bộ Thốn (寸)

Kim văn
Đại triện
Tiểu triện

| Số nét | Chữ         |
| ------ | ----------- |
| 3 nét  | 寸          |
| 5 nét  | 对          |
| 6 nét  | 寺 寻 导    |
| 7 nét  | 寽 対 寿    |
| 8 nét  | 尀          |
| 9 nét  | 封 専       |
| 10 nét | 尃 射 尅 将 |
| 11 nét | 將 專 尉    |
| 12 nét | 尊 尋 尌    |
| 14 nét | 對          |
| 16 nét | 導          |